# Yantra (symbool)

deze yantra heet 'Omkar' en hoort bij de mantra 'Ohm'.

Een yantra is een visueel hulpmiddel bij meditaties en gaat altijd samen met een mantra. De mantra is de klank van het symbool en de yantra is de symbolische weergave van een klank. Om deze reden staat de mantra voor de inhoud en de yantra voor de vorm. Binnen het Hindoeïstische gebruik van de mantra en de yantra staat de mantra voor de geest en het bewustzijn en de yantra voor de vorm van een godheid (Devata). Omdat de mantra en de yantra zo verweven zijn met elkaar worden ze ook vaak met elkaar verward. Zo is Omkar de yantra welk hoort bij de mantra Om terwijl het symbool vaak ook Ohm wordt genoemd. De meeste yantra's zijn geometrische afbeeldingen en de bekendste is de Sri yantra.

## Varia
- bij de astrologische yantra's wordt gewerkt met de energie van de negen planeten.
- binnen de tantra staat de tantra-yantra synoniem voor de Bhãvanã-mayã pañña, de derde fase van pañña ofwel "wijsheid vanuit zelfinzicht verkregen".

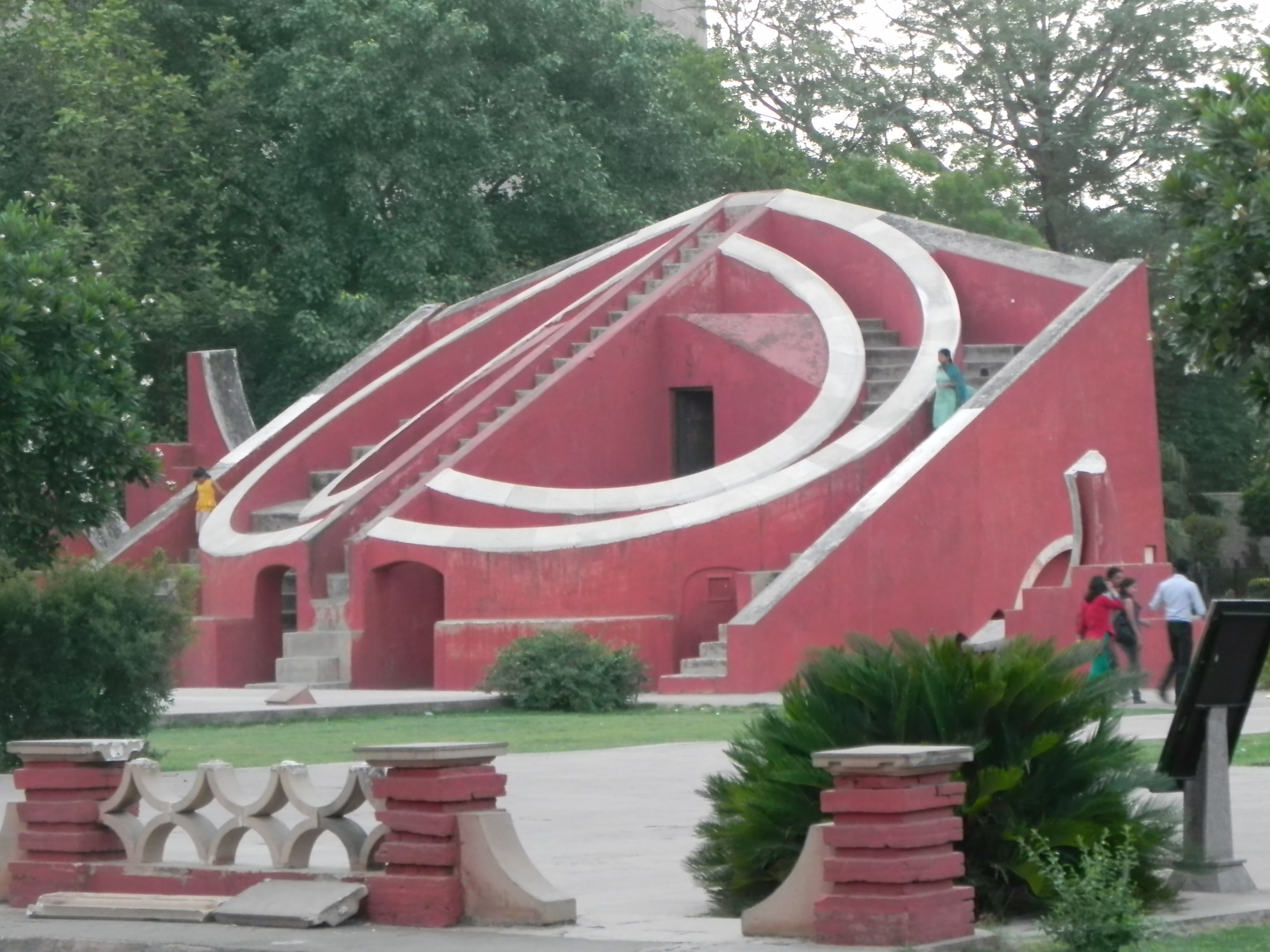
Mishra Yantra new Delhi (astrologische yantra)
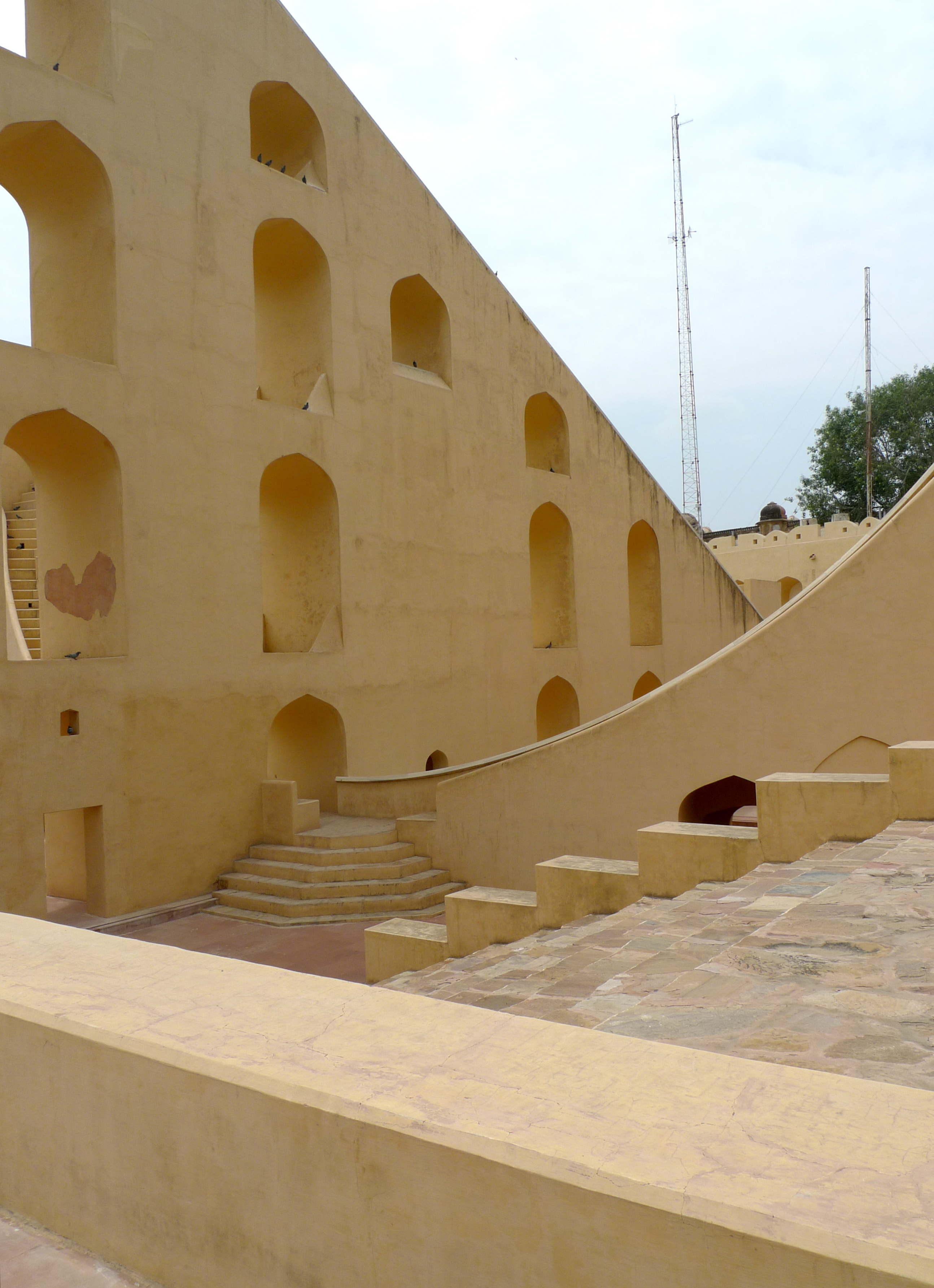
Samrat Yantra in new Delhi (astrologische yantra)
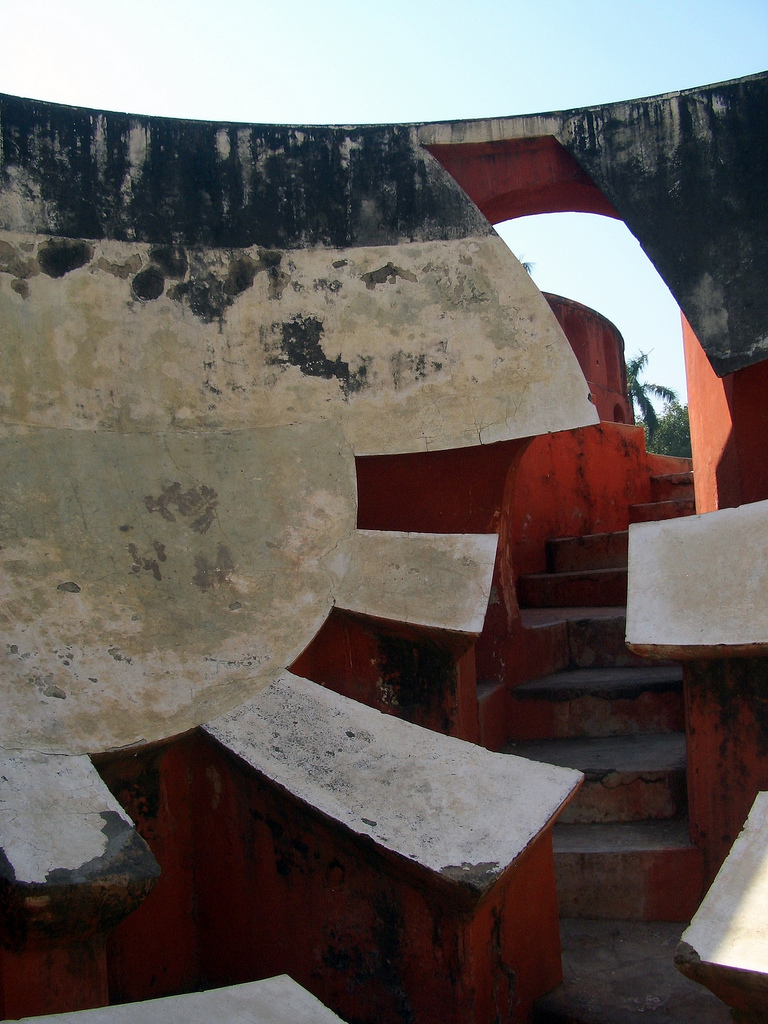
Jantar Yantra in new Delhi (astrologische yantra)
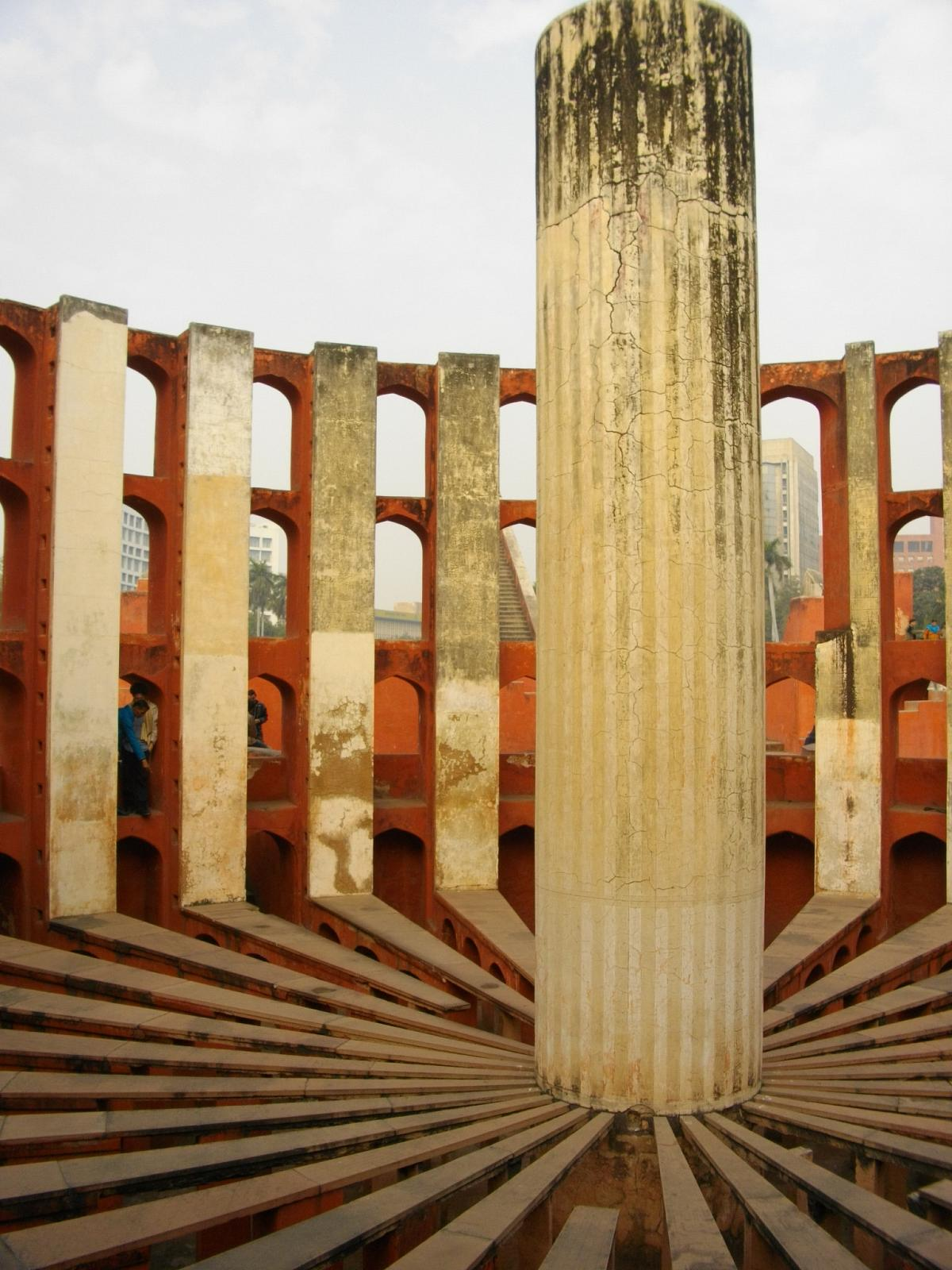
Ram Yantras in new Delhi (astrologische yantra)
Sri Yantra
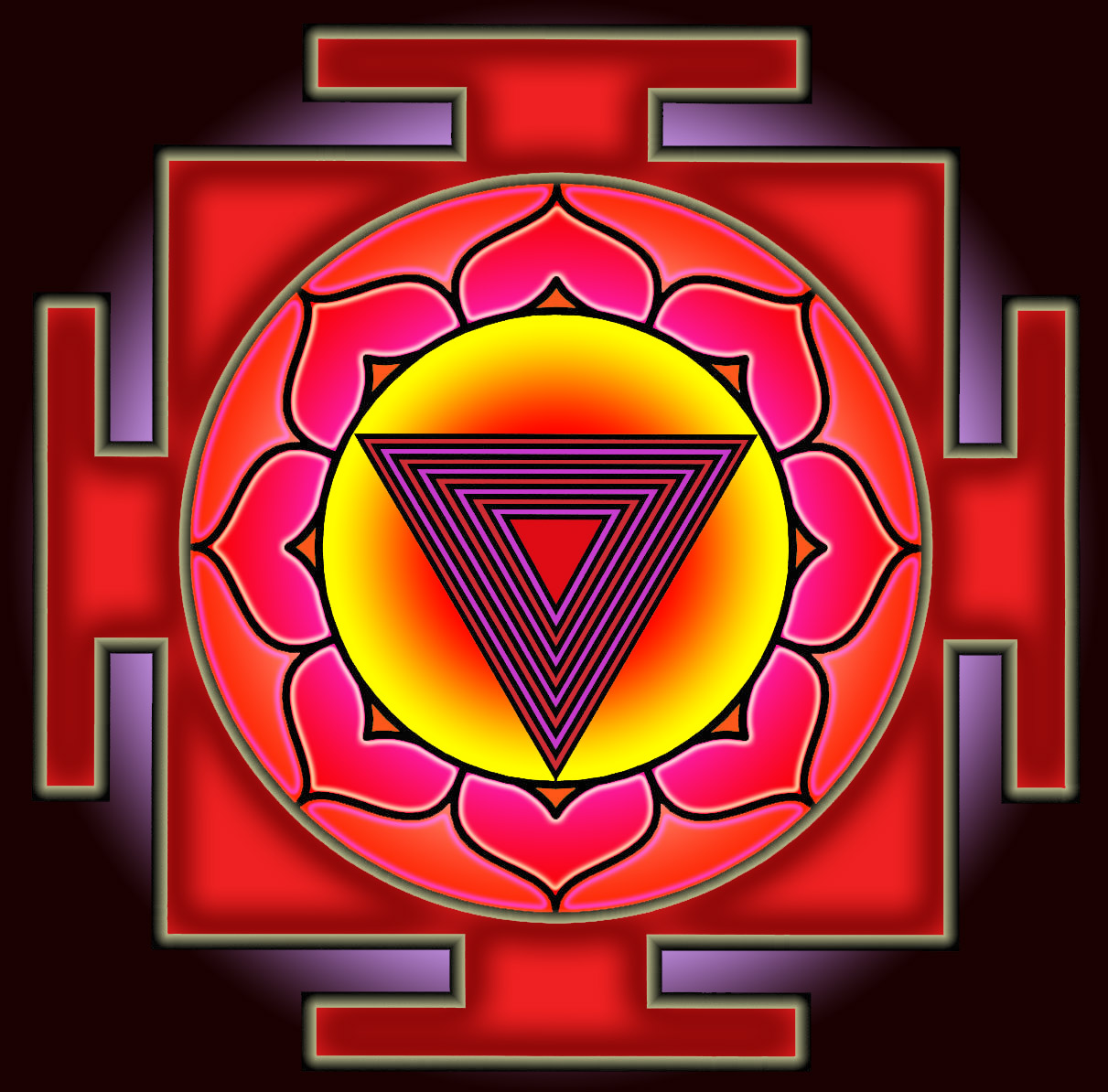
Tripura-bhairavi yantra
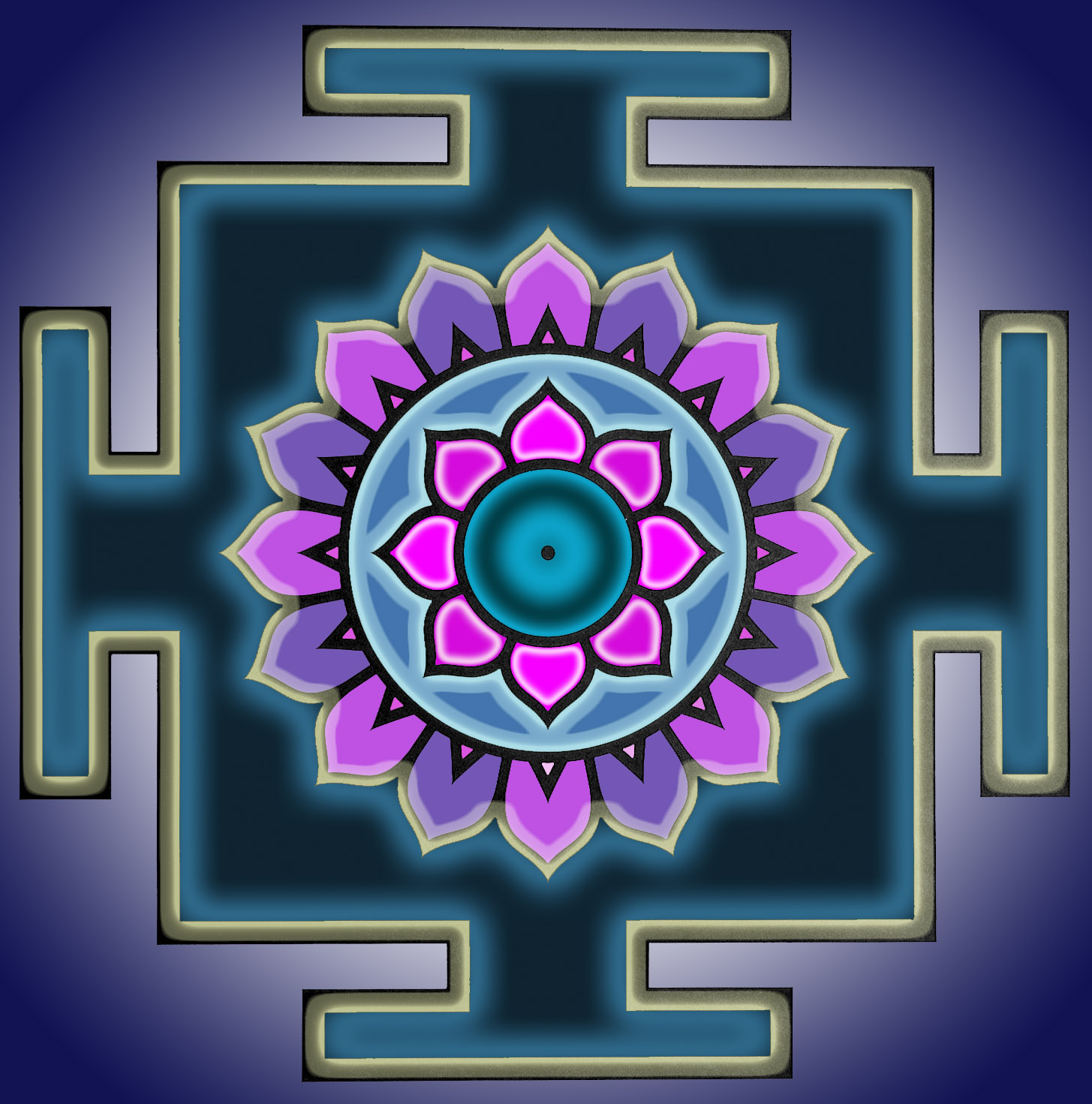
Dhumavati yantra